# Miren Arantza Madariaga Aberasturi
Miren Arantza Madariaga Aberasturi (Guernica y Luno, 1967) es una política y directiva pública vasca. Fue la primera alcaldesa de Gautegiz Arteaga en el año 1995.

## Biografía
Miren Arantza Madariaga Aberasturi nació en Guernica y Luno en 1967. Es licenciada en Derecho por la Universidad de Deusto (1986-1992), agente de la Propiedad Inmobiliaria (1992) y especialista en mainstreaming de género por la Universidad Jaume I de Castellón (2007-2008).
Ha compaginado su profesión de abogada con sus cargos como teniente alcaldesa (1991-1995) y alcaldesa de Gautegiz Arteaga (1995 - 2007), siendo la primera mujer en llegar a la alcaldía. Ha sido representante de EUDEL en el consejo de dirección de Emakunde (1999-2005), Instituto del que fue secretaria general de 2005 a 2009. Experta designada por el parlamento europeo en el Foro de Expertas del Instituto Europeo de Igualdad  (EIGE) (2019-2012). Dirigió el Centro Internacional de Innovación en Políticas de Igualdad - CIINPI- (2011-2013).
De 2013 a 2016 fue la directora general de Basquetour-Agencia Vasca de Turismo. Desde 2016 es la Directora Gerente de ELIKA Fundación Vasca para la Seguridad Agroalimentaria.
Es madre de una hija y de un hijo.